# Lynch Mob
I Lynch Mob sono un gruppo heavy metal statunitense, fondato dal chitarrista George Lynch dopo l'uscita dai Dokken nel 1989.

## Storia
L'ex chitarrista dei Dokken, George Lynch, citato come uno dei più dotati chitarristi della scena heavy metal di Los Angeles, decise di formare i Lynch Mob nel 1989 a seguito dello scioglimento dei Dokken quello stesso anno. La prima formazione era composta da Lynch, il cantante Oni Logan ed il bassista Anthony Esposito. A questi si aggiunse il batterista Mick Brown, già compagno di Lynch nei Dokken. Il nome del gruppo è un gioco di parole tra il cognome del chitarrista George Lynch e l'espressione linciaggio (in inglese Lynch Mob).
L'album di debutto, Wicked Sensation venne pubblicato nell'ottobre 1990. Il disco ottenne un discreto successo e riuscì a vendere qualcosa come mezzo milione di copie. Dopo il tour di supporto al fianco dei Queensrÿche in Europa, Logan lasciò improvvisamente la band. Alcune voci parlano di un allontanamento voluto dal gruppo perché le caratteristiche del cantante si prestavano bene al lavoro in studio ma non erano all'altezza dal vivo. I Lynch Mob arruolarono così il cantante Robert Mason. Tuttavia, data l'inesperienza del nuovo membro, Lynch decise di registrare le prime sessioni con l'esperto Glenn Hughes. Una volta che Hughes svolse questo ruolo, Mason divenne membro della band a tempo pieno.
Il secondo disco, Lynch Mob edito nel 1992, mostrava un cambiamento di stile più orientato sul rock & roll ed includeva la reinterpretazione Tie Your Mother Down dei Queen. L'album vendette meno rispetto al precedente per via dell'esplosione del movimento grunge. Per questo motivo i Lynch Mob decisero di sciogliersi pochi mesi dopo. Brown tornò a collaborare con Don Dokken, mentre Lynch registrò il suo debutto solista Sacred Groove e, successivamente, raggiungerà nuovamente i Dokken nel 1994 in occasione della reunion pubblicando con la band gli album Dysfunctional (1995) e Shadowlife (1997).

### Reunion
Lynch abbandonò nuovamente i Dokken in occasione di un tour americano nell'ottobre del 1997 e decise di riformare i Lynch Mob. Inizialmente la band incise un EP di tre vecchie tracce intitolato Syzygy. I riformati Lynch Mob vedevano nuovamente Oni Logan alla voce, ma questo presto abbandonò. Nel tardo 1998 la band arruolò il cantante Kirk Harper, il batterista Clancy McCarthy ed il bassista Gabe Rozales. Robert Mason tornò brevemente nella band prima di abbandonare per tensioni interne. Con questa formazione viene registrato nel 1999 l'album Smoke This, un interessante esperimento di fusione fra heavy metal, grunge e rap, che tuttavia scontentò i vecchi fan. Durante il tour venne reclutato John West (ex cantante dei Badlands e futuro Royal Hunt). Logan tornerà per un periodo nel 2000 in occasione di qualche show in dicembre. La nuova formazione comprendeva anche l'ex batterista dei King Kobra e BulletBoys, Jimmy D'Anda e il bassista Sean McNabb. D'Anda interruppe l'attività con la band quando si ruppe un braccio in Florida. A sostituirlo fu Tim Russell.
Durante il tardo 2001, Lynch annuncia l'inizio di un nuovo progetto assieme al bassista dei Dokken, Jeff Pilson. Dopo aver richiesto consigli sulla scelta nel nome da parte dei fans, la band scelse di intitolare il progetto "Lynch/Pilson". L'album in questione verrà intitolato Wicked Underground e nel progetto verrà coinvolto anche il batterista Michael Frowein.
Nel 2003 George Lynch ritorna con i Lynch Mob confermando Frowein e richiamando i vecchi compagni Mason ed Esposito: con loro viene pubblicato l'album REvolution, una raccolta di brani del periodo Dokken e dei primi due album dei Lynch Mob ma ri-registrati in chiave moderna seguendo il cammino intrapreso dall'album registrato in coppia con Pilson. Il tour registra date importanti come quella del 12 marzo ad Hollywood (da cui verrà tratto il materiale per l'album REvolution: Live!) ma finisce drasticamente ad agosto quando Robert Mason rimane coinvolto in un incidente motociclistico. Il cantante presentava ustioni di secondo grado su buona parte del corpo. La band annunciò alcune date in novembre e dicembre al fianco degli M.S.G. ma a quel punto George Lynch sciolse nuovamente il gruppo per dedicarsi ad altri progetti solisti come l'album Furious George del 2004 e la raccolta The Lost Anthology del 2005 dove compaiono gli ultimi inediti a nome Lynch Mob.

### Nuova reunion
Nel 2008 Lynch riforma nuovamente i Lynch Mob stavolta con Oni Logan. La nuova formazione comprendeva anche il bassista Marco Mendoza e il batterista Scot Coogan. Nel 2009 il gruppo registra un nuovo album intitolato Smoke and Mirrors per l'etichetta italiana Frontiers Records. In occasione del tour promozionale, Scoot Coogan viene sostituito dal batterista Fred Coury dei Cinderella.
Nel 2010 James Lomenzo prende il posto di Marco Mendoza al basso mentre dietro la batteria ritorna Scoot Coogan. Successivamente fanno il loro ingresso in formazione il bassista Robbie Crane e il batterista Brian Tichy.
Il 21 agosto 2015 il gruppo pubblica l'album Rebel. Il disco è stato registrato con Jeff Pilson temporaneamente al basso, dopo l'ingresso di Robbie Crane nei Black Star Riders. Durante il tour seguente, il ruolo di bassista viene ricoperto da Sean McNabb. Anche Brian Tichy abbandona poco dopo il gruppo per stabilizzarsi come batterista dei The Dead Daisies, venendo sostituito da Jimmy D'Anda.

## Formazione

### Formazione attuale
- George Lynch - chitarra (1989-1992, 2001-2002, 2008-oggi)
- Oni Logan - voce (1989-1991, 2001-2002, 2008-oggi)
- Sean McNabb - basso (2001-2002, 2015-oggi)
- Jimmy D'Anda - batteria (2001-2002, 2015-oggi)

### Ex componenti
- Robert Mason - voce (1991-1992, 2003)
- John West - voce (1998-1999)
- Kirk Harper - voce (1999)
- Anthony Esposito - basso (1989-1992, 2003)
- Gabe Rosales - basso (1998-1999)
- Marco Mendoza - basso (2008-2010)
- James Lomenzo - basso (2010)
- Mick Brown - batteria (1989-1992)
- Clancy McCarthy - batteria (1998-1999)
- Tim Russell - batteria (2002)
- Michael Frowein - batteria (2003)
- Chaz Stumbo - batteria (2003)
- Fred Coury - batteria (2008-2009)
- Robbie Crane - basso (2010-2014)
- Michael Devin - basso (2009-2010, 2020)
- Kevin Baldes - basso (2013-2014)
- Scot Coogan - batteria (2009-2010, 2012-2014)
- Brian Tichy - batteria (2012-2015)

### Turnisti
- Jeff Pilson - basso (2015)

## Discografia

### Album in studio
- 1990 – Wicked Sensation
- 1992 – Lynch Mob
- 1999 – Smoke This
- 2003 – REvolution
- 2009 – Smoke and Mirrors
- 2014 – Sun Red Sun(ep)
- 2015 – Rebel
- 2017 – The Brotherhood
- 2023 - Babylon

### EP
- 1998 – Syzygy
- 2012 – Sound Mountain Sessions
- 2013 – Unplugged: Live from Sugarhill Studios

### Live
- 2003 – Evil Live
- 2006 – REvolution: Live!

### Singoli
- 1990 - River of Love
- 1990 - Wicked Sensation
- 1992 - Dream Until Tomorrow
- 1992 - Tangled in the Web